# Westerbauer

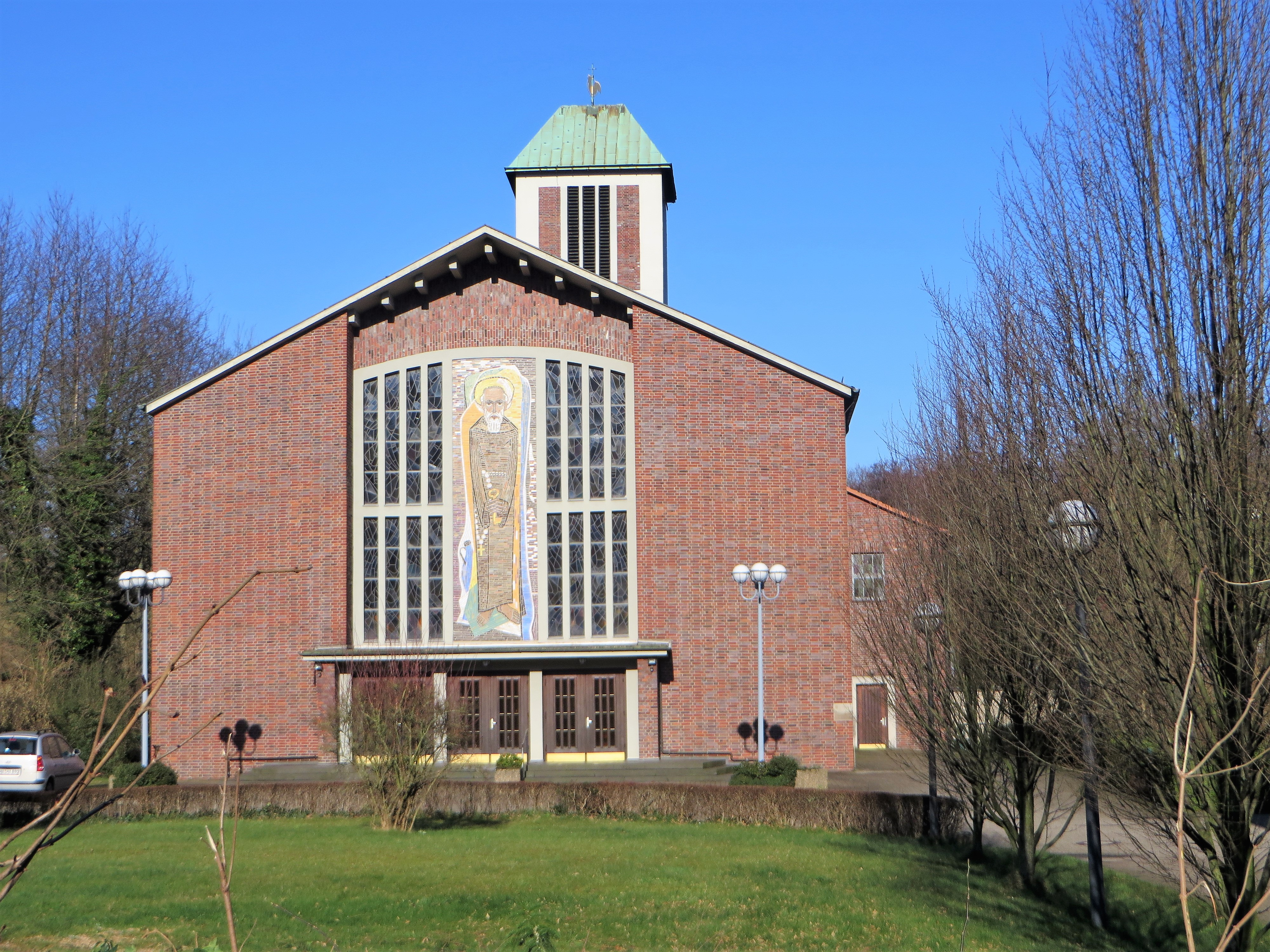
Westerbauer, Kirche St. Konrad

Westerbauer ist ein Stadtteil im Stadtbezirk Haspe der kreisfreien Großstadt Hagen in Nordrhein-Westfalen und hat 9439 Einwohner (2018). 

## Geografie
Im Osten ist Westerbauer baulich verbunden mit dem Stadtteil Haspe und grenzt westlich an die Hagener Nachbarstadt Gevelsberg. Nördlich liegen die Ortsteile Baukloh und Quambusch. Südlich befinden sich das Naturschutzgebiet Aske und das Landschaftsschutzgebiet Im Lonscheid. Durch Westerbauer fließt die Ennepe. 

## Geschichte

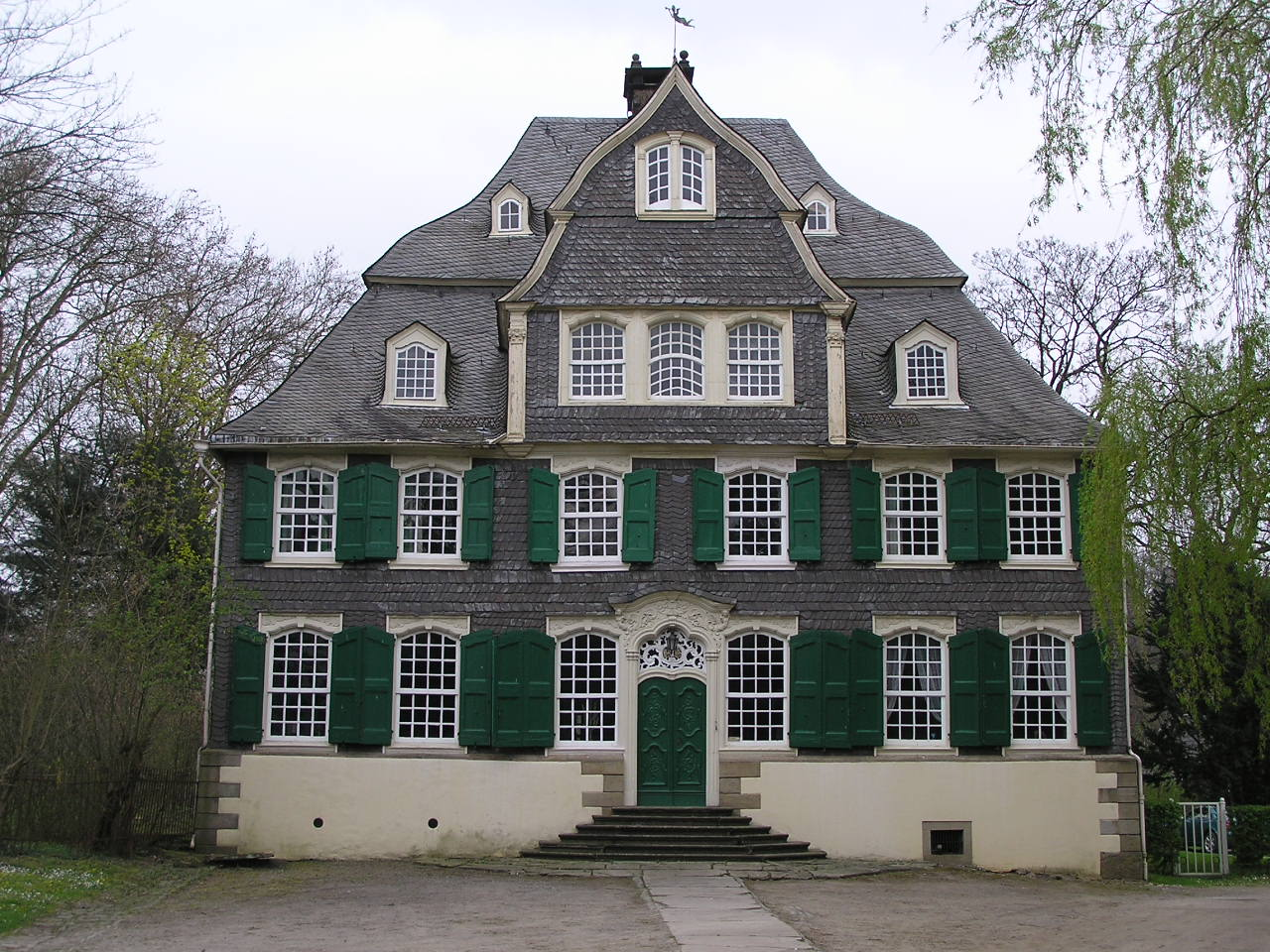
Haus Harkorten in Westerbauer

Westerbauer war ehemals eine eigene Bauerschaft und gehörte im Amt Wetter, Kirchspiel und Gericht Hagen zur Grafschaft Mark. Im Schatzbuch der Grafschaft Mark von 1486 werden in dey vryen burschop 17 steuerpflichtige Hofbesitzer mit einer Abgabe zwischen 1 oirt (¼ Gg) und 8 Goldgulden genannt. Größte Hofbesitzer in der Bauerschaft waren Fflockemule und Gosschalk to Schulynkhusen mit jeweils 8 Goldgulden. Laut Schatzzettel von 1631 hatten in der Bauerschaft 33 Bewohner zwischen 1 Orth und 5 Taler Steuern zu zahlen. Im Jahr 1705 gab es in Westerbauer 42 Steuerzahler mit einer Abgabe an die Rentei Wetter von 3 Rtl. bis zum größten Steuerzahler Haarkotte mit 36 Rtl. Ortsvorsteher war Caßpar auf der Hutten. Der Ortsname bedeutet „westliche Bauerschaft“.
Die nachweisbar ältesten Höfe in der Bauerschaft waren der als Sculinchusen erstmals 1298 erwähnte Hof Schülinghausen und der 1315 als Birscheyde erwähnte Hof Burschede im heutigen Ortsteil Baukloh. Erstmals erwähnt wurde 1388 mit Goswin van Twyntink der Hof Twitting im heutigen Ortsteil Quambusch. Hof Büdding im heutigen Ortsteil Spielbrink mit Johan Buddynck im Jahr 1486.
Die Gemeinde wurde durch Dekret von Napoléon Bonaparte am 18. November 1808 Teil der Munizipalität Enneperstraße, welche die fünf Bauerschaften Haspe, Voerde, Vorhalle, Westerbauer und Waldbauer umfasste, außerdem eine Anzahl kleinerer Hofstellen und Dörfer. Charakteristisch für die Munizipalität Enneperstraße waren in dieser Zeit Eisenschmieden und Sensenwerke. Im Jahr 1842 wurden hier 148.000 Sensen im Wert von 55.200 Talern produziert.
Diese Region spielte im 17., 18. und 19. Jahrhundert eine bedeutende wirtschaftliche Rolle und ist als eines der Zentren der Industrialisierung in Deutschland anzusehen. In Westerbauer ist der Stammsitz der Industriellenfamilie Harkort. Zwischen Westerbauer und Wehringhausen entstand 1847 das Stahlwerk Hasper Hütte und im Jahr 1912 wurde hier die Zwieback-Fabrik Brandt gegründet.
Nach dem Ausscheiden der Gemeinde Voerde bestand das Amt nur noch aus der Gemeinde Westerbauer, die am 1. April 1898 mit der Stadt Haspe vereinigt wurde. Am 1. August 1929 wurde Haspe im Rahmen der kommunalen Neugliederung des Ruhrgebiets in die Stadt Hagen eingemeindet. Damit endete nach 56 Jahren die Geschichte der selbstständigen Stadt Haspe.
Eine Straßenbahnlinie der Hagener Straßenbahn bestand ab April 1900 (bis Gevelsberg), bis zu ihrer Einstellung im Mai 1975 (damalige Endhaltestelle Haspe-Nordstraße).
Am 31. Dezember 2018 hatte der Wohnbezirk Westerbauer–Nord (mit Baukloh und Quambusch) in 984 Wohnhäusern mit 2678 Haushaltungen 5819 Einwohner. Der Wohnbezirk Westerbauer–Süd in 554 Wohnhäusern mit 1774 Haushaltungen 3620 Einwohner.
Hagener Baudenkmäler in Westerbauer sind die kath. Kirche St. Konrad, Haus Harkorten, die Harkort’sche Fabrik, die ehemalige Fabrik Brandt, Haus Stennert (Zwieback-Brandt-Museum), ein ehemaliges Feuerwehrhaus Enneper Straße 4, die Fachwerkhäuser Enneper Straße 87, Twittingstraße 70 und 72, die Villa An der Hütte 42 und eine ehemalige Kaffeemühlenfabrik mit Wohnhaus Neue Straße 27.

## Verkehr
Durch Westerbauer führt die Landesstraße 700 (ehemalige Bundesstraße 7) und die Bahnstrecken Elberfeld–Dortmund und Rheinische Strecke mit dem S-Bahn-Haltepunkt Hagen-Westerbauer.
| Linie | Verlauf | Takt   |
| ----- | --- | ------ |
| S 9   | Recklinghausen Hbf – Herten (Westf) – Gladbeck West – Bottrop-Boy – Bottrop Hbf – E-Dellwig Ost – E-Gerschede – E-Borbeck – E-Borbeck Süd – Essen West – Essen Hbf – E-Steele – E-Überruhr – E-Holthausen – E-Kupferdreh – Velbert-Nierenhof – Velbert-Langenberg – Velbert-Neviges – Velbert-Rosenhügel – Wülfrath-Aprath – W-Vohwinkel – W-Sonnborn – W-Zoologischer Garten – W-Steinbeck – Wuppertal Hbf – W-Unterbarmen – W-Barmen – W-Oberbarmen – W-Langerfeld – Schwelm West – Schwelm – Gevelsberg West – Gevelsberg-Kipp – Gevelsberg Hbf – Gevelsberg-Knapp – HA-Westerbauer – HA-Heubing – HA-Wehringhausen – Hagen Hbf Stand: Fahrplanwechsel Dezember 2023 | 60 min |

## Vereine
- Schützenverein Westerbauer 1869 e. V.
- TSV Berge–Westerbauer 1879 e. V. (Breitensport)
- TSV Jahn Westerbauer 1886 e. V. (Turn- und Spielverein)

## Persönlichkeiten
- Carl Brandt, Zwiebackfabrikant
- Friedrich Harkort, „Vater des Ruhrgebiets“
- Johann Caspar Harkort V., Unternehmer und Ortsvorsteher